# Quai no 1
Quai no 1 est une série télévisée policière en coproduction franco-belgo-suisse en 23 épisodes de 90 minutes créée par Pierre Grimblat et Didier Cohen et diffusée entre le 21 février 1997 et le 17 février 2006 sur France 2.
Elle a depuis été rediffusée sur 13e rue, TF6, Jimmy, NT1, NRJ 12, RTL9, Polar+ et TF1+.

## Synopsis
Cette série raconte les enquêtes du commissaire Marie Saint-Georges de la brigade spéciale des trains et frontières, orpheline trouvée dans une gare par Camille Levasseur et sa femme Lucie (deux cheminots), et de son adjoint le capitaine Max Urtéguy.

## Distribution

### Acteurs principaux
- Sophie Duez : commissaire Marie Saint-Georges (1997-2001, 13 épisodes)
- Olivier Marchal : Capitaine Max Urtéguy (1997-2001, 13 épisodes)
- François-Régis Marchasson : commissaire divisionnaire Julien Sorgue (1997-2005, 18 épisodes)
- Astrid Veillon : Commissaire Laurence Delage (2001-2005, 11 épisodes)
- Raoul Billerey : Camille Levasseur (1997-1998, 10 épisodes)
- Benoît Giros : Lieutenant Bertholot (2001-2005, 11 épisodes)
- Nicolas Wanczycki : Lieutenant Marino (2003-2005, 7 épisodes)
- Franck Monier : Christophe Dulac (1997-2005, 16 épisodes)

### Acteurs secondaires
- Marion Game : Babette (1997, 3 épisodes)
- Marc de Jonge : commissaire divisionnaire Bertrand Cazas (1997, 2 épisodes)
- Ann-Gisel Glass : Michèle Harris/Annie Fayard (1998-2005, 2 épisodes)

## Épisodes

### Première saison (1996)
1. Les Compagnons de la loco
2. Le Cahier de Jeanne
3. Marie Gare
4. Le Père fouettard
5. Panique sur la gare
6. Kamikaze express

### Seconde saison (1997)
1. Le Tueur de la pleine lune
2. Meurtre entre les lignes
3. Pour sauver Pablo

### Troisième saison  (1998)
1. Jeux de massacre
2. Les Cobras

### Quatrième saison (1999)
1. Un mort en trop

### Cinquième saison (2001)
1. Aiguillages (dernier épisode avec Sophie Duez et premier avec Astrid Veillon)

### Sixième saison (2002)
1. Voiture 13
2. Les Liens du sang

### Septième saison  (2003)
1. 24 heures, gare du Nord
2. Le bout du tunnel

### Huitième saison (2004)
1. Affaires de familles
2. Amie-amie
3. Frères d'armes
4. Surenchère
5. Petit Loup

### Neuvième saison (2005)
1. Ne réveillez pas les morts qui dorment

## Commentaires
- Dans l'épisode 13 (Aiguillages), Marie se fait assassiner et est remplacée par le commissaire Laurence Delage, quant à Max il démissionne dans ce même épisode.
- Dans l'épisode 23 (Ne réveillez pas les morts qui dorment), Laurence Delage rend son badge de commissaire et son révolver, on suppose qu'elle démissionne de ses fonctions à la suite du décès de sa meilleure amie et commissaire comme elle.
- À partir de l'épisode 13, certaines scènes sont tournées au dépôt AJECTA de Longueville. (Ex : lorsque Max emmène Laurence dans la locomotive à vapeur, et lors de la découverte du corps de Marie dans le wagon de charbon)
- Certaines scènes ont été tournées à la gare du Nord à Paris.
- Il y a bien un commissariat de la police de l'air et des frontières car des trains proviennent des pays frontaliers.